# Botifarra

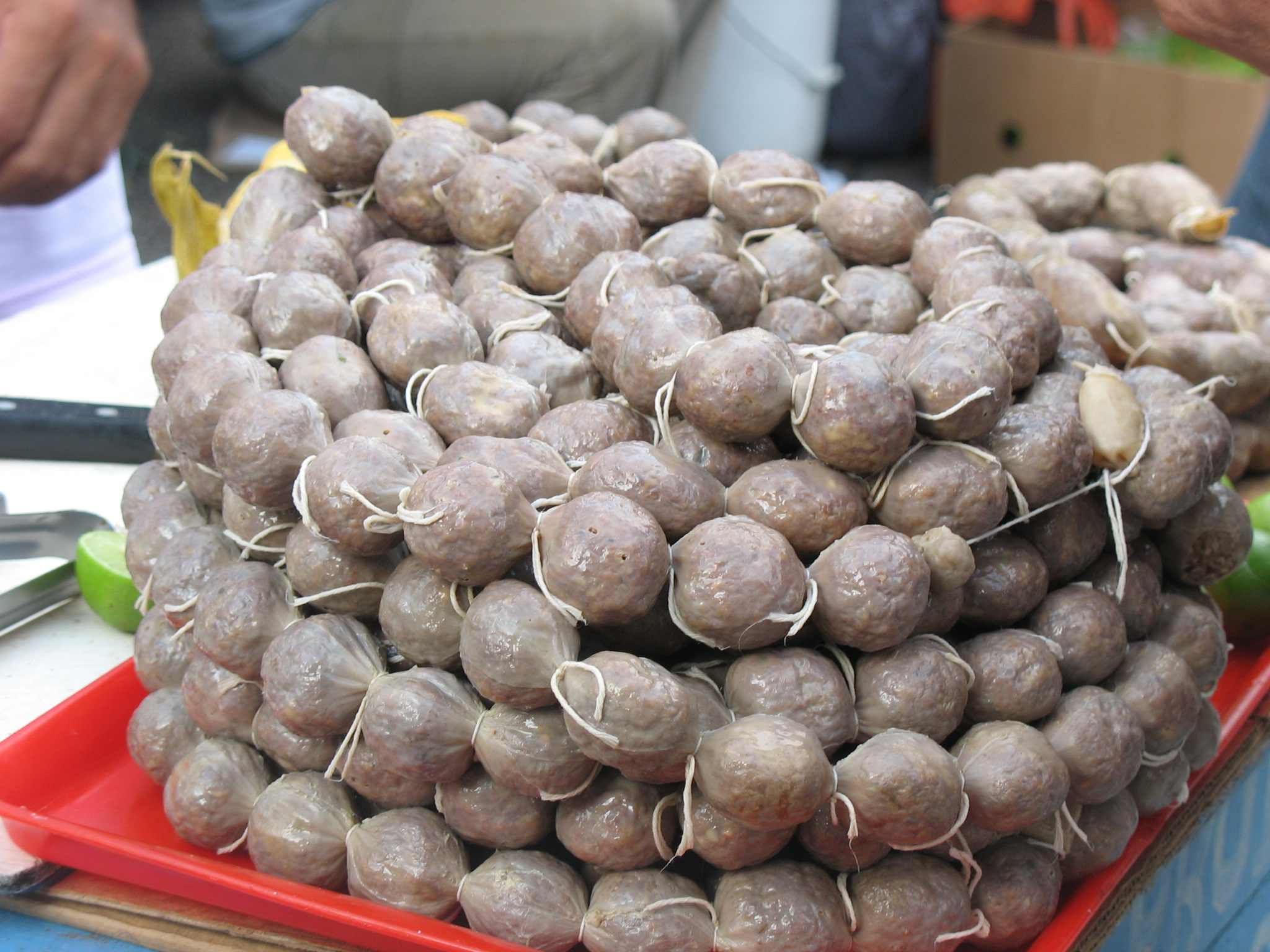
Butifarras soledeñas da Colômbia

Botifarra (em catalão) ou butifarra (em espanhol) é um enchido/embutido típico da culinária da Catalunha, na Espanha. É preparado com carne de porco fresca e com uma grande quantidade de pimenta, assim como outras especiarias. Sendo oriundo da Catalunha, existem, no entanto, variações deste enchido nas Ilhas Baleares, na região de Valência, em Múrcia, em Chiclana de la Frontera (na Andaluzia) e até no Uruguai e na Colômbia, no continente americano.
Também em Azaruja (Alentejo, Portugal) existe a botifarra, que deriva de uma pequena diáspora de famílias catalãs para esta localidade do concelho de Évora, e que para além das botifarras ali deixaram outras tradições gastronómicas como o bacalhau de "alhióli", e várias "tortilhas", batateiras entre outros.
Existem duas variantes principais:

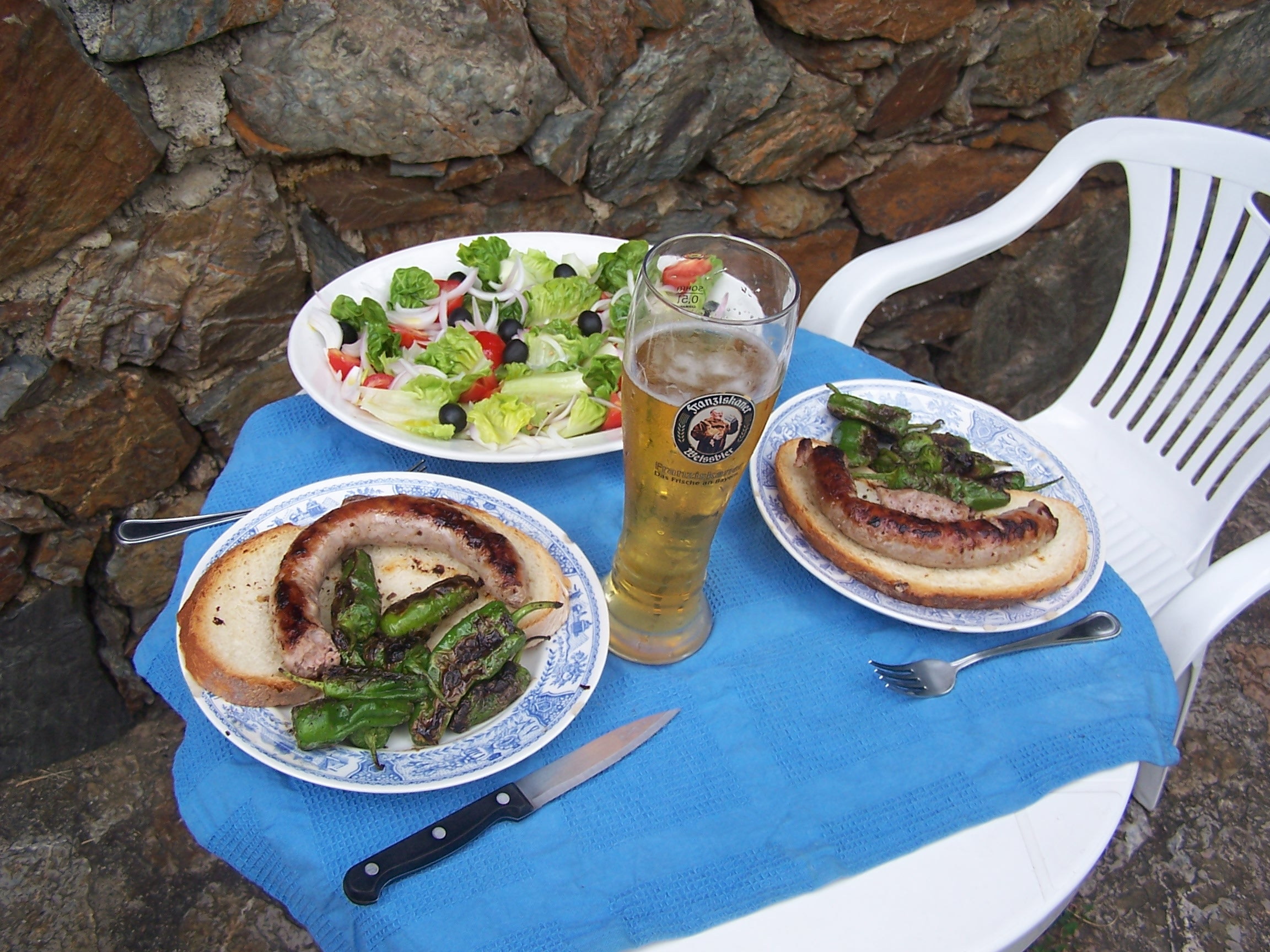
Botifarras brancas

- botifarra preta: preparada com carnes magras, gorduras e sangue de porco
- botifarra branca: preparada apenas com carnes magras

## Butifarra soledeña
Na cidade de Soledad, na costa caribenha da Colômbia, prepara-se uma butifarra em pequenas bolinhas, que é um dos símbolos gastronómicos desta região. É preparada com carne de porco e toucinho, temperada com pimenta, sal e canela; fazem-se as bolinhas e colocam-se, separadas por nós de fio, dentro de tripa fina de porco, previamente lavada com água misturada com sumo de limão; cozem-se as bolinhas em água e sal, picam-se com um alfinete e espremem-se para tirar o excesso de água e penduram-se a secar ao ar livre.